# 默里 (內布拉斯加州)
默里（英語：Murray）是位於美國內布拉斯加州卡斯縣的村。

## 人口
根據2020年美國人口普查的數據，默里的面積為0.97平方千米，皆為陸地。當地共有人口480人，而人口密度為每平方千米495人。